# Ратка Радовић

Ратка Радовић Вујовић (18. април 1945) је бивша српска и југословенска рукометашица. Са репрезентацијом Југославијом освојила је сребрну медаљу на Светском првенству 1971. године у Холандији. Добитник је националног признања Републике Србије.